# Xenoblade Chronicles X
Xenoblade Chronicles X er et rollespil udviklet af Monolith Soft og udgivet af Nintendo til Wii U. Spillet er en åndelig efterfølger til Xenoblade Chronicles fra 2010, uden nogen narrative koblinger til tidligere spil i Xeno-serien. Det viderefører flere spilmekanikker fra Xenoblade Chronicles og tillader spilleren at udforske en åben verden på planeten Mira, hvor man kan fuldføre en række opgaver og låse op for nye regioner, man kan udforske, samt indsamle resurser fra Miras fem kontinenter.

## Ekstern henvisning
- Officiel hjemmeside

| computerspil | Spire Denne computerspilsrelaterede artikel er en spire som bør udbygges. Du er velkommen til at hjælpe Wikipedia ved at udvide den. |